# Почтмейстер (фильм, 1968)
«Почтмейстер» (польск.: Poczmistrz) — польский короткометражный фильм 1967 года режиссёра Станислава Ленартовича.

## Сюжет
Экранизация повести А. С. Пушкина «Станционный смотритель».
Остановившись в дороге на провинциальной почтовой станции царский офицер Минский взаимно влюбляется в Дуню - прекрасную дочь старого почтмейстера, которая в тайне от отца уезжает с красавцев офицером в Москву.

## В ролях
- Казимеж Фабисяк — почтмейстер
- Тереза Тушиньская — Дуня, дочь почмейстера
- Анджей Лапицкий — Минский
- Мариуш Горчиньский — поручик Иван Осипович Рябин
- Юзеф Дурьяш — священник
- Станислав Игар — доктор
- Рышард Котыс — Коля, работник почтмейстера